# Rujevica Stadion
A Rujevica Stadion  (hivatalos név: "HNK Rijeka Stadion") egy stadion Horvátországban, Fiume városában. Itt játssza hazai mérkőzéseit a város labdarúgócsapata, a HNK Rijeka. 2015-ben adták át, a területe magában foglalja az ifjúsági akadémia tréningpályáit is. A régi Kantrida Stadion a felújítását követően a klub edzőközpontjaként funkcionál.
A rekordnézettség 8118 fő volt egy Salzburg elleni mérkőzésen 2017 augusztusában.

## A stadion története
2014. szeptember 15-én kezdődtek az edzőközpont felújítási munkálatai a csapat tulajdonosának finanszírozásával. 2015. július 28-án kapta meg a működési engedélyt a stadion a Horvát labdarúgó-szövetségtől, majd hivatalosan 2015. augusztus 2-án játszották az első tétmérkőzést az új építményben. A találkozón a a HNK Rijeka 3–1-es győzelmet aratott az NK Lokomotiva ellen, az első gólt Marin Leovac szerezte a Rujevicában.
2016 januárjában és novemberében Damir Mišković klubelnök többször is utalt arra, hogy az északi lelátót bővítik annak érdekében, hogy az UEFA nemzetközi klubsorozatainak mérkőzéseinek otthont tudjon adni, a szervezet előírásainak megfelelően. 2017. május 11-én kezdték el a munkálatokat, majd 2017. július 21-én fejezték azt be. A stadion befogadóképessége így 6 039-ről 8 279 főre nőtt.

## Szektoronkénti befogadóképesség
- Sector I (keleti): 2,852
- Sector Z (nyugati): 2,775 (VIP-szektor)
- Sector S (északi): 2,240
- Sector J (déli): 412 (vendégszektor)

## Látogatottság a horvát bajnokságban
A HNK Rijeka mérkőzéseinek látogatottsága a stadion átadása óta.
| Szezon  | Összesen | Legmagasabb | Legalacsonyabb | Átlag |
| ------- | -------- | ----------- | -------------- | ----- |
| 2015–16 | 71,682   | 5,776       | 2,522          | 4,217 |
| 2016–17 | 85,628   | 6,004       | 3,022          | 4,757 |
| 2017–18 | 87,301   | 7,258       | 3,022          | 4,850 |
| 2018–19 | 70,006   | 7,122       | 3,428          | 4,667 |

## Válogatott mérkőzések a stadionban
| Dátum             | Versenysorozat                     | Ellenfél     | Végeredmény  | Nézőszám            | Forrás       |              |
| Horvátország      | Horvátország                       | Horvátország | Horvátország | Horvátország        | Horvátország | Horvátország |
| ----------------- | ---------------------------------- | ------------ | ------------ | ------------------- | ------------ | ------------ |
| 2016. június 4.   | Felkészülési mérkőzés              | San Marino   | 10–0         | 3,911               | [ 14 ]       |              |
| 2017. október 6.  | Világbajnoki selejtező             | Finnország   | 1–1          | 7,578               | [ 15 ]       |              |
| 2018. október 12. | 2018–19-es Nemzetek Ligája-sorozat | Anglia       | 0–0          | Zárt kapus mérkőzés | [ 16 ]       |              |
| 2018. október 15. | Felkészülési mérkőzés              | Jordánia     | 2–1          | 4,820               | [ 17 ]       |              |